# Tomocerus reductus
Tomocerus reductus är en urinsektsart som först beskrevs av Mills 1949.  Tomocerus reductus ingår i släktet Tomocerus och familjen långhornshoppstjärtar. Inga underarter finns listade i Catalogue of Life.